# Nouvelle cuisine

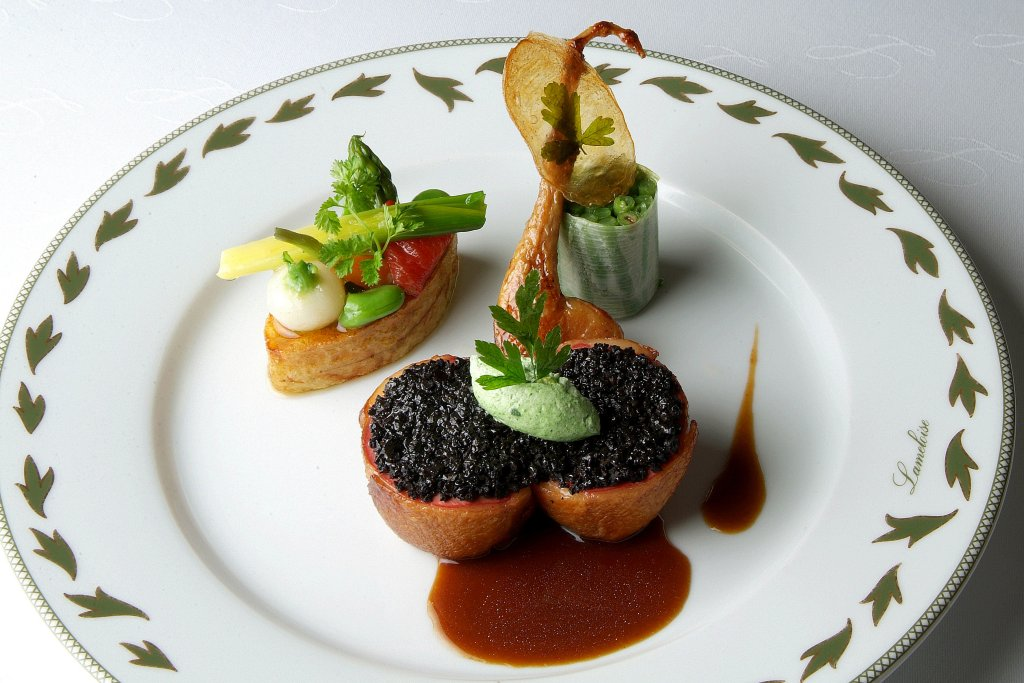
Een voorbeeld van nouvelle cuisine

Nouvelle cuisine (Frans voor nieuwe keuken) is de internationaal gangbare aanduiding voor een stijl van koken die vanaf de jaren zestig in zwang kwam, gekenmerkt door verse en licht bereide ingrediënten die op een aantrekkelijke manier gepresenteerd worden.
De stijl contrasteert met de klassieke Franse keuken waarbij sprake is van veel sterk bewerkte en zware gerechten. Een belangrijke vertegenwoordiger van de nouvelle cuisine was Paul Bocuse.
Gault en Millau gaven aan dat deze nieuwe keuken zich onderscheidt door een tiental kenmerken: 
- Afwijzen van overmatige complexiteit van gerechten.
- Een sterk verkorte kook- en bereidingstijd voor de meeste vis, zeebanket, gevogelte, kalfsvlees, groene groenten en paté's, om te pogen de natuurlijke smaak zo veel mogelijk te behouden. Er wordt veel gestoomd.
- Gebruik van zo vers mogelijke ingrediënten.
- Kortere menu's in plaats van zeer uitgebreide.
- Geen gebruik van sterke marinades voor vlees en wild.
- Geen gebruik van zware sauzen als espagnole en bechamel, maar meer sauzen met verse kruiden, boter en citroensap.
- Gebruik van regionale gerechten als inspiratie in plaats van traditionele haute cuisine-gerechten.
- Gebruik van nieuwe technieken en instrumenten, zoals de magnetron.
- Aandacht van de kok voor de dieetbehoeften van de gasten.
- Een grote creativiteit waarbij nieuwe combinaties gezocht en geprobeerd worden.